# بوكيمون داش
بوكيمون داش (بالإنجليزية: Pokémon Dash)‏ (باليابانية: ポケモンダッシュ)، هي لعبة فيديو من تطوير ستوديو أمباريلا، والتي نشرها ذا بوكيمون كومباني التابعة لشركة نينتندو اليابانية، صدرت في الأسواق سنة 2004، وتعمل على منصة نينتندو دي إس المحمولة.
هي لعبة فيديو من سلسلة بوكيمون، عبارة عن سباق جري بين الكائنات البوكيمونية، ويفوز اللاعب إذا حصل على الترتيب الأول في البطولة.

## المواقع الخارجية
- الموقع الرسمي بالانكليزية